# Microgramma percussa
Microgramma percussa là một loài thực vật có mạch trong họ Polypodiaceae. Loài này được (Cav.) de la Sota miêu tả khoa học đầu tiên năm 1986.